# Enterasys
Enterasys est une société américaine qui conçoit et fabrique des équipements pour les réseaux de télécommunications. La société est plus particulièrement spécialisée dans les solutions de réseau pour les entreprises, notamment des routeurs, des commutateurs, et des équipements pour les réseaux locaux sans fil 802.11.

## Produits
Enterasys conçoit et fabrique des solutions de connectique et de sécurité pour les réseaux informatiques des entreprises. Son catalogue comprend :
- Des équipements de commutation LAN Ethernet : commutateurs de distribution ou d'extrémité modulaire (Matrix série N), commutateur de routage (Matrix série X)...
- Des routeurs : série XSR-1800
- Des réseaux locaux sans fil WLAN en partenariat avec la société Trapeze
- Des logiciels de gestion de réseau.

La société met l'accent sur les aspects sécurité, ce qui lui a permis d'établir et de conserver sa clientèle malgré les difficultés financières traversées.
Avec plus de 600 brevets et plus de 26000 clients actifs dans le monde Enterasys est, depuis sa création en 1983 (sous le nom de Cabletron System par Craig Benson), un pionnier dans les domaines du réseau, de la sécurité et de l’administration des SI et s’est depuis toujours démarqué par des solutions à très forte valeur ajoutée technologique.
La philosophie d’Enterasys s’appuie sur la devise « There is nothing more important than our customer », selon laquelle le client occupe une place centrale. Avec l’architecture OneFabric, Enterasys propose la première solution de Fabrique réseau permettant le contrôle et la visibilité de bout en bout, du serveur virtuel connecté dans le Datacenter jusqu’à l’utilisateur connecté en périphérie filaire ou sans fil.
L’architecture OneFabric s’appuie sur un ensemble de composants matériels et logiciel qui peuvent être déployés ensemble ou de manière autonome. Le respect des standards permet de déploiement de ces solutions dans des environnements hétérogènes.
- Infrastructure réseau pour la LAN et le Datacenter

o Commutateurs de périphéries Enterasys SecureStack
o Commutateurs DATACENTER ToP of Rack 7100-Series
o Châssis Enterasys K Series
o Châssis de cœur de réseau et DATACENTER Enterasys S-Series
- Infrastructure réseau sans files

o Enterasys IdentiFi:la solution la plus flexible du marché.
- Sécurisation du SI

o Mobile IAM : faire du BYOD une réalité
o Enterasys Identity and Access Management
o Enterasys IPS
o Enterasys SIEM
- Administration et metrologie

o Enterasys Netsight: Administration unifiée des réseaux LAN, Wi-Fi, Datacenter et de la sécurité

## Principaux concurrents
Enterasys est un équipementier spécialisé dans les commutateurs Ethernet et de routage. Il est en concurrence avec de grands groupes généralistes des télécommunications comme Cisco Systems et Nortel, ainsi qu'avec d'autres sociétés plus petites spécialisées comme Foundry Networks, 3Com, HP, Force 10 Networks et Extreme Networks.
Enterasys fournit également des solutions pour la sécurité des réseaux et les réseaux sans fil d'entreprise WLAN où il est en concurrence avec des sociétés comme Cisco Systems, Nortel, Aruba Networks ou 3Com
Depuis le 1er octobre 2008, la division Enterasys appartient à la coentreprise Siemens Enterprise Communications Group qui se trouve sous la direction de The Gores Group. L’offre de cette coentreprise comprend du matériel, des logiciels et des services pour les réseaux de communication sécurisés pour les entreprises et orientés services qui s’appuient sur une approche normalisée et ouverte appelée Open Communications.
Le siège social d’Enterasys se situe à Andover, MA, aux États-Unis, et l’entreprise est implantée dans plus de 30 pays pour servir ses clients internationaux. Elle emploie plus de 900 salariés dans le monde entier. Des informations supplémentaires sur Enterasys Secure Networks et sur les produits pour réseaux filaires ou sans fil sont disponibles à l’adresse www.enterasys.com.

## Histoire de la société
Février 2000 - Cabletron se scinde en quatre filiales indépendantes:
- Enterasys, qui fournit des équipements aux entreprises.
- Riverstone Networks, qui fournit des équipements aux opérateurs télécoms et FAI
- Global Network Technology Services, services en technologie et en sécurité
- Aprisma Management Technologies, éditeur de logiciels de gestion

Février 2002 - En février, le titre de Enterasys s'effondre en bourse (plus de 50 %) à la suite de l'annonce d'une enquête de l'autorité des marchés américaine, la Securities & Exchanges Commission (SEC). Enterasys lance un avertissement sur résultat, et annonce qu'elle va réviser une partie de son chiffre d'affaires.
Avril 2002 - Enterasys Networks annonce la suppression de 730 postes, soit 30 % de ses effectifs. Une large partie de ses dirigeants est poussée à la démission : son PDG, son COO et son vice-président chargé du marketing. À la fin des restructurations, la compagnie ne compte plus que 1 700 employés. Le titre en bourse s'est effondré de près de 85 % depuis le mois de février, valant moins de 1,5 dollar, alors qu'il avoisinait les 12 dollars en décembre 2001.
Avril 2002 - Accord marketing, de vente et de service avec Siemens AG.
Juillet 2002 - Le doute grandit sur la fiabilité des comptes des sociétés américaines. Votée par le Congrès des États-Unis et ratifiée par le Président Bush en juillet 2002 à la suite des scandales des affaires Enron et Worldcom (le plus grand scandale de l'histoire américaine avec un montant de fraudes supérieur à 10 milliards de dollars), la loi Sarbanes-Oxley implique que les présidents des entreprises cotées aux États-Unis doivent désormais certifier leurs comptes auprès de l'organisme de régulation des marchés financiers. Toute irrégularité volontaire ou consciente est pénalisée. Les dirigeants pris en faute encourent 20 ans de prison.
Novembre 2002 - Enterasys révise à la baisse le chiffre d'affaires de ses deux derniers exercices fiscaux, à la suite de la découverte d'opérations frauduleuses et d'erreurs dans ses comptes. En 2000-2001, les ventes étaient sur-évaluées de 153 M$ par rapport aux chiffres réels
Janvier 2004 - Signature d'une entente avec Avaya par laquelle les solutions data d'Enterasys ont été testées avec les solutions de téléphonie d'Avaya (programme de partenariat DeveloperConnection d'Avaya).
Juin 2005 - Enterasys porte plainte contre Extreme Networks et Foundry Networks, pour violation de brevets. La société annonce par ailleurs qu'elle va fermer son site historique de Rochester. 200 salariés devraient être re-localisés et 300 postes devraient être supprimés, soit environ 30 % des effectifs de la société.
Novembre 2005 - Deux fonds d'investissement, The Gores Group et Tennenbaum Capital Partners, achètent Enterasys pour 386 millions de dollars. La société est donc maintenant à capital fermé.
Juillet 2008 - The Gores Group annonce un partenariat avec Siemens visant à acquérir l'activité « communications » de la société allemande, Siemens Enterprise Communications (SEN), à hauteur de 51 %. Enterasys enterprise networking est intégré avec les solutions téléphoniques et sans fil de SEN.
Septembre 2008 - Le dirigeant d'Enterasys, Fabiaschi, décède soudainement. Chris Crowell devient CEO et président de Enterasys.
Septembre 2013 - Extreme Networks annonce qu'il va acquérir Enterasys pour environ 180 millions de dollars[réf. souhaitée].

## Sources
- (en) Cet article est partiellement ou en totalité issu de l’article de Wikipédia en anglais intitulé « Enterasys » (voir la liste des auteurs).

1. ↑  Journal Les Échos du 14/02/2000, « Cabletron se scinde en quatre entités indépendantes »
2. ↑  Journal Les Échos du 05/02/2002, « Wall Street doute de plus en plus de la fiabilité des comptes des sociétés américaines »
3. ↑  Journal Réseaux & Télécom, 27/11/2002, « Résultats : Enterasys révise son CA à la baisse de 153 M$ »
4. ↑  Journal Réseaux & Télécom, 24/06/2005, « Enterasys accuse Foundry et Extreme de violation de brevets »
5. ↑  Journal Les Échos du 15/11/2005
6. ↑  (en) Siemens Enterprise, Enterasys in $550M joint venture, Jim Duffy, Network World, 29 juillet 2008.
7. ↑  (en) Enterasys/Siemens Enterprise Communications Integration Begins, Bill Terrill, Current Analysis, 19 novembre 2008.